# Маркус Ґранлунд
Маркус Ґранлунд (фін. Markus Granlund; 16 квітня 1993, Оулу, Фінляндія) — фінський хокеїст, центральний нападник, олімпійський чемпіон. Виступає за «Салават Юлаєв» у КХЛ.